# 第52回天皇杯全日本サッカー選手権大会
第52回天皇杯全日本サッカー選手権大会（だい52かいてんのうはいぜんにほんサッカーせんしゅけんたいかい）は、1972年（昭和47年）12月10日から1973年（昭和48年）1月1日まで開かれた天皇杯全日本サッカー選手権大会である。

## 概要
- イングランドのFAカップに倣い、オープン化された。
- JSL1部8チームと地域大会を勝ち抜いた16チームの計24チームが参加した。

## 出場チーム

### 日本サッカーリーグ1部
- ヤンマー（5回目）
- 三菱重工（8回目）
- 新日本製鐵（16回目）
- 日立製作所（8回目）

- 古河電工（9回目）
- 東洋工業（21回目）
- 日本鋼管（2回目）
- 藤和不動産（初出場）

### 地域代表
- 新日鐵室蘭（北海道、初出場）
- 新日鐵釜石（東北、初出場）
- 早稲田大学（関東、12回目）
- 慶應義塾大学（関東、7回目）
- 中央大学（関東、10回目）
- 甲府クラブ（関東、初出場）
- 富山クラブ（北信越、10回目）
- 日本軽金属（東海、3回目）

- トヨタ自工（東海、初出場）
- 田辺製薬（関西、初出場）
- 電電近畿（関西、初出場）
- 大阪商業大学（関西、2回目）
- 大日日本電線（関西、初出場）
- 永大産業（中国、初出場）
- 帝人松山（四国、4回目）
- 福岡大学（九州、2回目）

## 試合

### 1回戦
- 甲府クラブ 4-1 新日鐵室蘭
- 中央大学 3-1 新日鐵釜石
- 永大産業 3-1 大阪商業大学
- 大日日本電線 3-2 福岡大学
- 慶應義塾大学 4-2 富山クラブ
- 田辺製薬 3-1 帝人松山
- 日本軽金属 3-2（延長） 早稲田大学
- トヨタ自工 3-1 電電近畿

### 2回戦
- 日立製作所 2-0 甲府クラブ
- 藤和不動産 2-0 中央大学
- 日本鋼管 3-1 永大産業
- 三菱重工 9-0 大日日本電線
- ヤンマー 4-0 慶應義塾大学
- 古河電工 4-2 田辺製薬
- 東洋工業 2-0 日本軽金属
- 新日本製鉄 4-0 トヨタ自工

### 準々決勝
- 日立製作所 4-0 藤和不動産
- 日本鋼管 3-0 三菱重工
- ヤンマー 4-1 古河電工
- 東洋工業 2-2(PK 5-4) 新日本製鉄

### 準決勝
- 日立製作所 2-0 日本鋼管
- ヤンマー 1-0 東洋工業

### 決勝戦
- 日立製作所 2-1 ヤンマー